# Alge des Jahres
Die Alge des Jahres wird seit 2007 von der Sektion Phykologie in der Deutschen Botanischen Gesellschaft ernannt. Gekürt werden Arten beziehungsweise Gattungen, die in ihrer ökologischen Bedeutung oder ihrer Bedrohung hervorhebenswert sind.

## Algen des Jahres
| Jahr | deutscher Name      | wissenschaftlicher Name                                | Abbildung                               |
| ---- | ------------------- | ------------------------------------------------------ | --------------------------------------- |
| 2007 | –                   | Laminaria                                              | 2007 Laminaria                          |
| 2008 | –                   | Micrasterias                                           | 2008 Micrasterias                       |
| 2009 | –                   | Gephyrocapsa huxleyi [Emiliania huxleyi]               | 2009 Emiliania huxleyi                  |
| 2010 | Froschlaichalgen    | Batrachospermum                                        | 2010 Froschlaichalgen                   |
| 2011 | –                   | Fragilariopsis cylindrus                               |                                         |
| 2012 | Armleuchteralgen    | Chara                                                  | 2012 Armleuchteralgen der Gattung Chara |
| 2013 | –                   | Lingulodinium polyedrum                                | 2013 Lingulodinium polyedrum            |
| 2014 | –                   | Chlamydomonas reinhardtii                              | 2014 Chlamydomonas reinhardtii          |
| 2015 | Meersalat (Gattung) | Ulva                                                   | 2015 Meersalat                          |
| 2016 |                     | Melosira arctica                                       |                                         |
| 2017 | Blaugrüne Felskugel | Chroococcidiopsis (Gattung)                            | 2017 Chroococcidiopsis thermalis        |
| 2018 | –                   | Klebsormidium (Gattung)                                | 2018 Klebsormidium                      |
| 2019 | Blutschneealge      | Chlamydomonas nivalis (revidiert: Sanguina nivaloides) | 2019 Chlamydomonas nivalis              |
| 2020 | –                   | Chromera velia                                         | 2020 Chromera velia (Schemazeichnung)   |
| 2021 | –                   | Vaucheria velutina                                     | 2021 Vaucheria velutina                 |
| 2022 | –                   | Stylodinium                                            | 2022 Stylodinium                        |
| 2023 | –                   | Serritaenia                                            |                                         |
| 2024 | –                   | Sargassum                                              | 2023 Sargassum                          |
| 2025 | –                   | Draparnaldia erecta                                    |                                         |